# Wulfersdorf (Tauche)

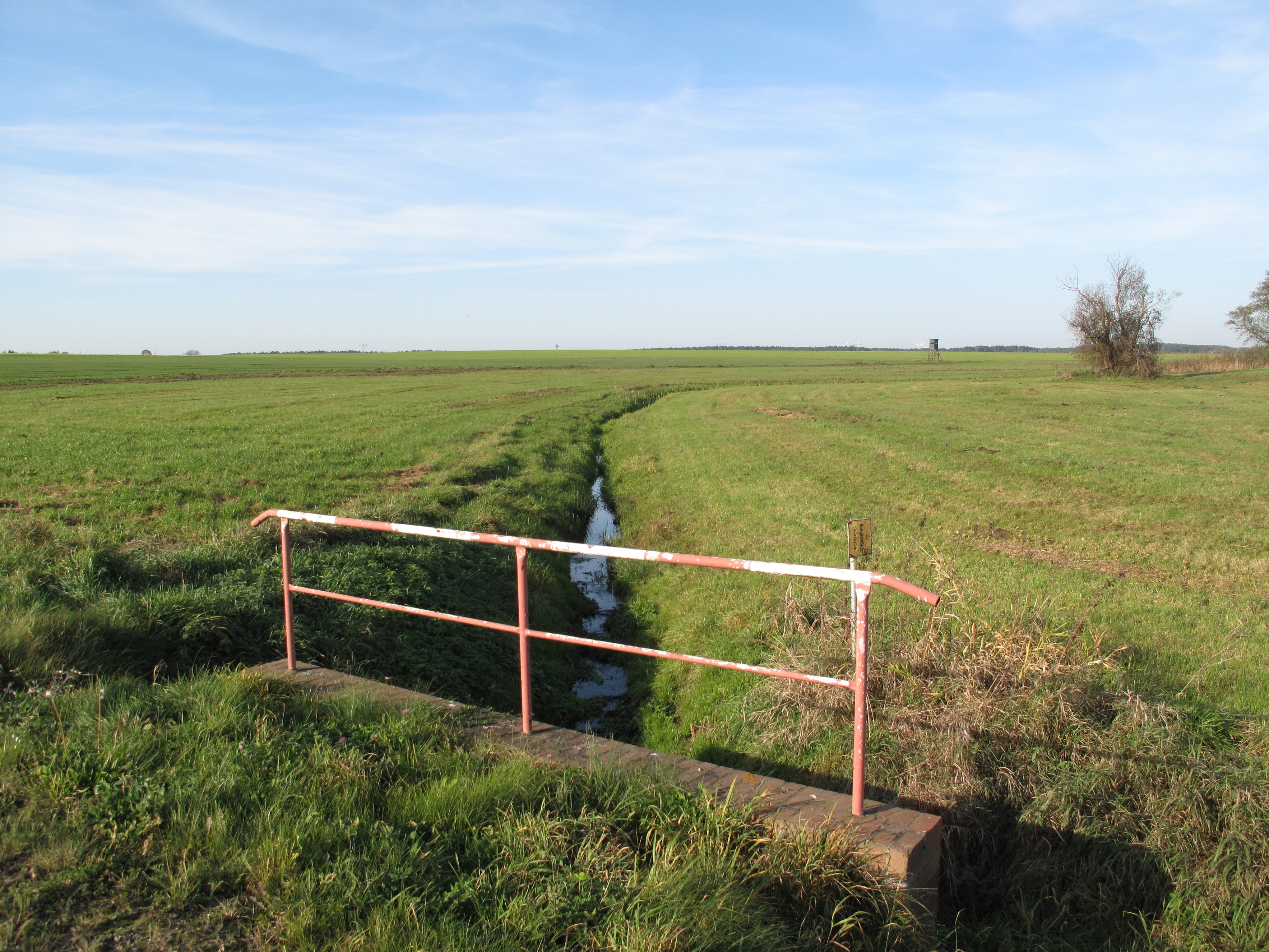
Görsdorf-Wulfersdorfer Fließ

Wulfersdorf ist ein Wohnplatz im Ortsteil Giesensdorf der Gemeinde Tauche im Landkreis Oder-Spree (Brandenburg). Die ursprünglich selbständige Gemeinde wurde bereits 1938 nach Giesensdorf eingemeindet; die Eingliederung wurde aber 1945 wieder rückgängig gemacht. Zum 1. Januar 1962 wurde Wulfersdorf erneut nach Giesensdorf eingemeindet und war zunächst Ortsteil. Seit der Eingliederung von Giesensdorf in die Gemeinde Tauche 2001 ist Wulfersdorf „nur“ noch ein Wohnplatz von Giesensdorf.

## Geographie
Wulfersdorf liegt knapp 10 Kilometer Luftlinie südwestlich von Beeskow, etwa 17 km südöstlich von Storkow (Mark) und nur etwa 1 Kilometer Luftlinie vom Ortskern von Giesensdorf entfernt. Wulfersdorf ist zwar nach Giesensdorf eingemeindet, die Gemarkung Wulfersdorf wurde jedoch nicht mit Giesensdorf vereinigt und entspricht dem früheren Gemeindegebiet von Wulfersdorf. Die Gemarkung von Wulfersdorf grenzt im Norden an die Gemarkung von Falkenberg, im Osten an die Gemarkung von Tauche, im Süden an die Gemarkung von Giesensdorf, im Südwesten an den zur Gemarkung Kossenblatt gehörenden Großen Kossenblatter See, und im Westen an Görsdorf. Der Ort ist durch die K6725 mit Giesensdorf verbunden, die durch den Ort hindurch weiter nach Görsdorf führt.
Südwestlich vom Ort liegt der Große Kossenblatter See, südlich und südöstlich des Ortskerns hat sich durch Flutung von Feuchtwiesen wieder ein See gebildet (Giesensdorfer Teich), der vor der Trockenlegung der Feuchtwiesen der nordöstliche Ausläufer des Großen Kossenblatter See war. Höchster Punkt der Gemarkung ist ein flacher Hügel im östlichen Teil der Gemarkung mit 69,1 m ü. NHN, tiefster Punkt der Seespiegel des Großen Kossenblatter Sees mit etwa 42 m ü. NHN. Von Nordosten und der Gemarkung Falkenberg kommend zieht das Kossenblatter Mühlenfließ durch die Gemarkung, das jedoch von der Gemarkungsgrenze bis nördlich des Ortskerns durch eine Serie von Fischteichen aufgestaut ist.

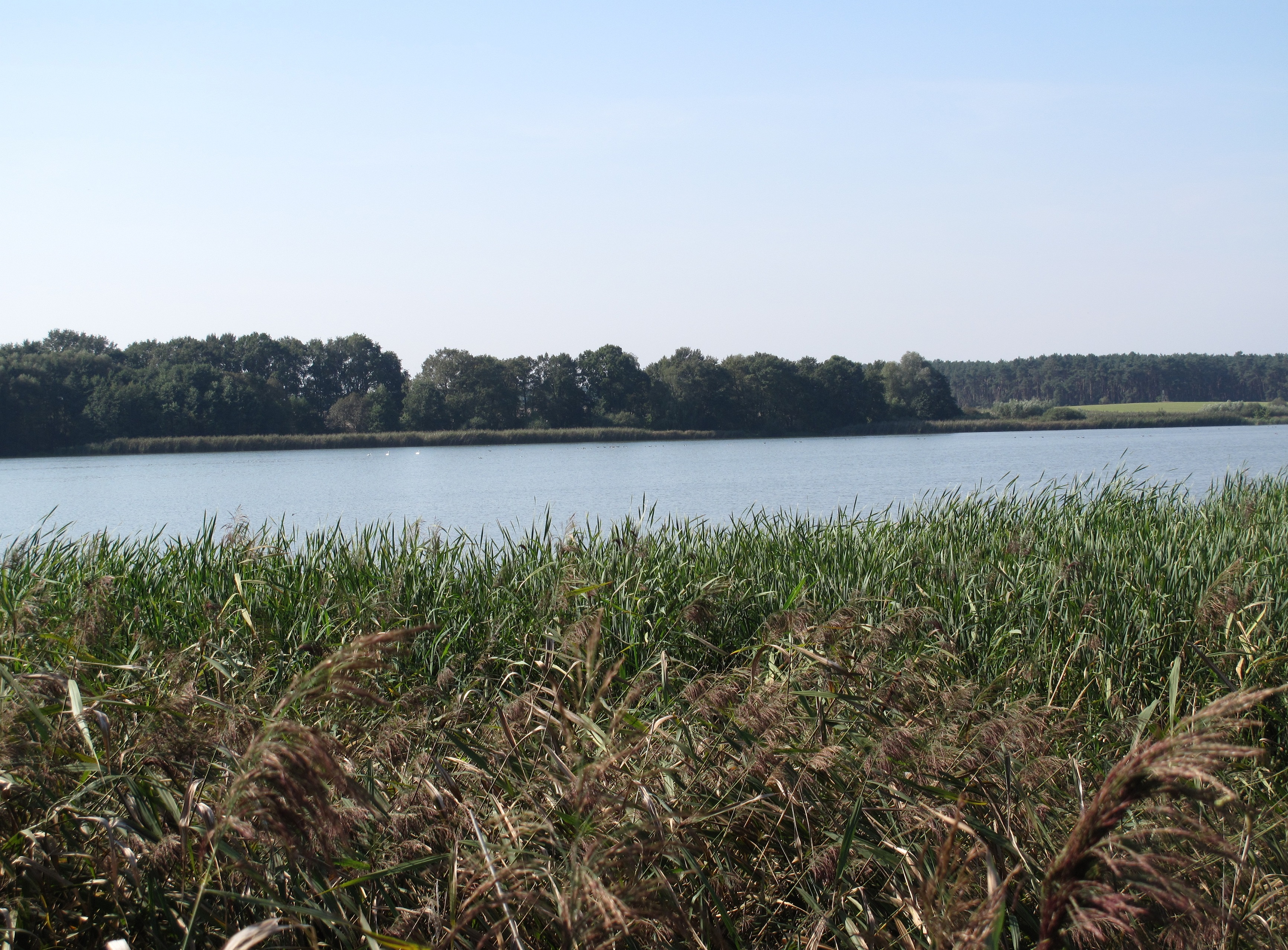
Giesensdorfer Teich, liegt zur Hälfte auf der Gemarkung von Wulfersdorf

## Geschichte
Der Ort wird erstmals in einer Urkunde von 1448 als Wulwirssdorf erwähnt. Der Name ist vom deutschen Personennamen Wulfherr/Wolfherr abgeleitet. Nach seiner Dorfstruktur war es ein Angerdorf mit Gut.

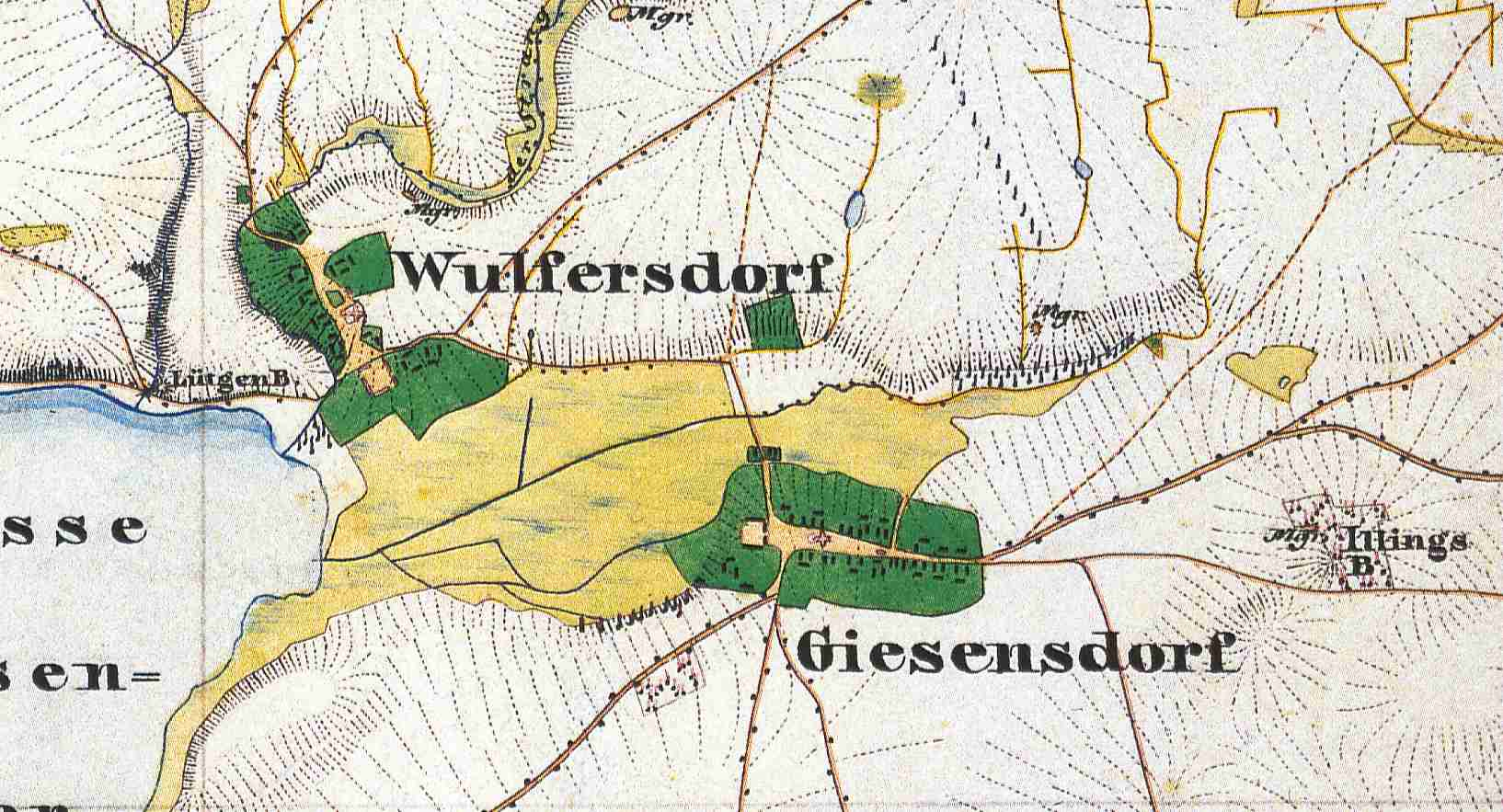
Giesensdorf und Wulfersdorf auf dem Urmesstischblatt 3850 Kossenblatt von 1846

### Besitzgeschichte
In Wulfersdorf hatten sich im 15. Jahrhundert zwei Besitzanteile heraus gebildet. Zum einen Besitzanteil gehörte der Lehnschulze mit dem (Nieder-)Gericht (vier Hufen) und ein Lehngut mit vier Hufen, das von einem Lehnmann bewirtschaftet wurde. Zum zweiten Besitzanteil gehörten die Dienste der Bauern und Kossäten. Der Ort gehörte im ausgehenden Mittelalter zum Hausbesitz der Biebersteiner, den Besitzern der Herrschaft Beeskow.
1448 verkaufte Friedrich von Bieberstein dem Heinrich Gwiß (Queis) die Lehngüter in Ahrensdorf und in Wulfersdorf für 50 Schock Groschen. Schon vor 1518 war der Anteil an Baltzar Seifertitz genannt Fuchs in Wendisch Rietz gegangen. Baltzer Seifertitz verkaufte seinen Anteil an Hans von Maltitz in Klein Rietz. 1556 besaß sein Sohn Nickel von Maltitz diesen Anteil.
1486 lieh sich Hans von Bieberstein 200 rheinische Gulden von der Kasse des Altars Unser Lieben Frauen in Beeskow gegen eine Rente aus der Schlosskammer zu Beeskow. Er verpfändete dazu den Wulfersdorfer See (der Kleine Kossenblatter See?) und die Walkmühle bei Beeskow. 1487 bestätigte Hans von Bieberstein dem Caspar Kuchmeister die Verpfändung von 15 Schock Geldrenten in den Dörfern Bornow und Wulfersdorf. 1518 hatten auch die von Luckowin neben dem Caspar Küchenmeister einige Geldabgaben in Wulfersdorf. 1525 gestattete Bischof Georg von Lebus dem Hauptmann von Beeskow, Christoph von der Zauche, verschiedene von Wenzel und Ulrich von Bieberstein verpfändete Renten in den Dörfern Kohlsdorf, Herzberg, Bornow und Wulfersdorf für sich einzulösen. Die Besitzanteile der von Luckowin sollen um 1550 an Ludwig von Schapelow in Stremmen gekommen sein.
Nach Petersen soll das Vorwerk in Wulfersdorf 1556 im Besitz des Nickel von Maltitz gewesen sein. Es müsste der Anteil gewesen sein, den sein Vater Hans von Maltitz von Baltzer Seiffertitz gekauft hatte. Das Amt Beeskow hatte 1560 von seinem Besitzanteil noch zwei Hüfner und zehn Kossäten an die von Maltitz abgetreten, im Tausch gegen den Besitz von Premsdorf. Um 1580 gehörte ganz Wulfersdorf dem Hans von Maltitz, Sohn des Nicol von Maltitz. 1615 starb Hans von Maltitz, nur ein Jahr später dessen 12-jähriger Sohn Albrecht von Maltitz. Die Inschriftgrabsteine der beiden sind in der Kirche in Giesensdorf aufgestellt. 1661 saß Nicol von Maltitz auf Wulfersdorf. In einer Specification von den angesehenen Leuten ..., so vor diesem im Kriege gedient, aufgenommen 1663, ist auch ein Hans von Maltitz zu Wolfersdorf aufgeführt, der als Leutnant unter General von Götzen gedient hatte. Der familiengeschichtliche Zusammenhang zwischen den beiden ist bisher nicht geklärt.
Die von Maltitz konnten diesen Besitztitel bis 1684 behaupten. 1684 kam der Lehnssekretär Stephani in Besitz des Anteils der von Maltitz. Danach kam der Ort noch für drei Jahre auf Wiederkauf an Wolf Friedrich von Burgsdorf. 1698 wurde dieser Anteil als heimgefallenes Lehen eingezogen und zum Amt Beeskow gegeben. Somit war das Amt Beeskow im Besitz des gesamten Dorfes.
1810 wurde das Vorwerk in Wulfersdorf in Erbpacht verpachtet. Es umfasste damals 587 Morgen, 175 Quadratruten Acker, 10 Morgen 135 Quadratruten Gärten und 50 Morgen 26 Quadratruten Wiesen sowie massive Gebäude. Ab 1849 bildete das Vorwerk einen eigenen Gutsbezirk. Die kommunale Eigenständigkeit des Gutsbezirkes Wulfersdorf wurde 1882 aberkannt und der Gutsbezirk in den Gemeindebezirk eingegliedert. Ab 1825 (nachgewiesenerweise) war das Vorwerk an den Amtmann Georg Binder verpachtet. Er hatte das Gut bis mindestens 1855 inne. Um 1843 legt er eine Maulbeerbaumplantage an. 1849 war er offenbar in finanzielle Schwierigkeiten geraten; ein Garten in seinem Besitz wurde zwangsversteigert. 1879 gehörte das Gut in Wulfersdorf dem Robert Kunicke. Das Gut hatte eine Fläche von insgesamt 153,62 ha. Davon entfielen 130,53 ha auf Ackerland, 15,62 ha auf Wiesen und 7,47 ha auf Hutung (Weiden). Der Grundsteuerreinertrag belief sich auf 2133 Mark. 1885 gehört das Gut in Wulfersdorf dem Robert Kunicke. Durch Zukauf maß es nun 157 ha, 136 ha Ackerland, 13 ha Wiesen, 7 ha Hutung und 1 ha Wasser. Der Grundsteuerreinertrag war auf 1980 Mark angesetzt. Schon 1893 hatte mit Robert Rabert der Besitzer gewechselt. Nach Niekammer’s Güter-Adressbuch der Provinz Brandenburg gehört das Gut in Wulfersdorf immer noch Hans Rabert. Er hatte sich auf die Zucht von Elite-Ähren, die Rindviehzucht und die Bereitstellung von Saatkartoffeln spezialisiert. Durch weitere Zukäufe hatte das Gut nun eine Fläche von 177 ha erreicht. Davon waren 150 ha Ackerland, 17 ha Wiesen, 9 ha Weide etwa 1 ha entfiel auf Gehöft, Unland und Wasser. In den Ställen standen 14 Pferde, acht Fohlen, 102 Rindvieh, davon 28 Milchkühe und 12 Schweine. Der Grundsteuerreinertrag belief sich auf 2310 Mark.
1914 betrug der Grundsteuerreinertrag von Hans Rabert 2507 Mark, er verfügte über 177 ha Fläche, davon 150 ha Ackerland, 26 Wiesen, 1 ha Gehöft, 14 Pferde, acht Fohlen, 90 Stück Rindvieh, davon 28 Milchkühe, 12 Schweine, keine Schafe dafür aber eine Rindviehzucht, außerdem betrieb er den Anbau von Saatkartoffeln.
1923 gehörte der Betrieb einem Gustav Knauer. Er gab nun eine Spezialisierung auf Saatgetreidebau und Schweinezucht, außerdem betrieb er weiter die Erzeugung von Saatkartoffeln. Die Betriebsfläche war mit insgesamt 177 ha gleich geblieben. Auch die Verteilung von Ackerland (150 ha) und Wiesen (26 ha) war im Vergleich zum Vorbesitzer identisch. Er hielt 20 Pferde, 52 Stück Rindvieh, 89 Schafe und 45 Schweine. Der Grundsteuerreinertrag war auf 2.507 Mark gestiegen. 1929 war Gustav Knauer verstorben und seine Frau Klara Knauer ließ das Gut von einem Inspektor Alwin Strohbach bewirtschaften. Der Grundsteuerreinertrag war auf 2133 Mark gesunken. Die Betriebsfläche war zur Zukäufe auf 188 ha angewachsen. Davon waren 159 ha Ackerland, 23 ha Wiesen und 5 ha Weiden. Der Tierbestand belief sich auf 19 Pferde, 47 Stück Rindvieh, 74 Schafe und 50 Schweine. In der Bodenreform von 1946 wurde das Gut enteignet und aufgeteilt.
| Jahr      | 1774 | 1801 | 1818 | 1837 | 1858 | 1875 | 1890 | 1910 | 1925 | 1939 | 1946 | 1950 |
| Einwohner | 58   | 66   | 89   | 96   | 112  | 135  | 101  | 118  | 122  | 511  | 182  | 176  |

### Ortsgeschichte
1476 wohnten 13 Bauern mit ihren Familien im Dorf, von denen einer auch den Dorfkrug betrieb. Im Erbregister der Herrschaft Storkow 1518 werden allein neun Weinberge, vermutlich nur Anteile an der Weinbaufläche, erwähnt. 1518 bewirtschaftete der Lehnschulze vier Hufen, ein Lehnmann ebenfalls vier Hufen und zwei Bauern je drei Hufen, insgesamt war die Feldmark in 14 Hufen eingeteilt. Außerdem wohnten elf Kossätenfamilien im Ort. 1556 wohnten neben den vier Bauern zehn Kossätenfamilien im Ort. Der Weinberg auf der Feldmark wird erwähnt. 1576 gab es nur noch einen Bauern in Wulfersdorf, dafür nun zwölf Kossäten und zwei Häusler. Drei Bauernhufen waren zu diesem Zeitpunkt bereits ausgekauft und zu einem Rittersitz eingezogen worden. 1578 hatte der Winzer einen Hof und Garten im Ort. Zum Rittersitz gehörten 1600 elf Ritterhufen, d. h., sie waren „freigewilligt“ (von Abgaben befreit) worden. Lediglich einer der Dreihufenbauern war noch vorhanden. außerdem zwölf Kossäten und ein Hirte. 1652 hatte der letzte Bauer seine drei Hufen dem Junker altershalber übergeben. Von den zwölf Kossätenstellen war eine Stelle unbesetzt, drei waren durch Schäfer, Dorfschmied und Meier des Junker fremdbesetzt. Ein Leineweber wohnte in einem Haus, das dem Junker gehörte. 1692 hatte sich der Rittersitz sogar noch auf Kosten der Kossätenhöfe vergrößert. Von den zwölf Kossätenhöfen waren sieben nicht mehr besetzt. Die Äcker dieser Höfe bewirtschaften das Rittergut und die übrigen Kossäten. Es gab einen Schmied im Ort, und der Hirte hütete die Schafe des Rittergutes. Die Felder erbrachten im Durchschnitt das dritte Korn. Die Wiesen des Lehnhofes (der schon eingezogen war) erbrachten acht Fuder Heu, die Wiesen eines Kossätenhofes je drei Fuder Heu. Trotzdem war die Hütung dürftig. Die Wulfersdorfer hatten kein (eigenes) Brennholz auf der Gemarkung, und auch keine Fischerei. Dafür durften sie einige Schafe halten. 1708 gab es nur noch vier Kossätenfamilien im Ort sowie den Hirten. Das Amtsvorwerk hatte 1743 eine Größe von 648 Morgen (zu 180 Quadratruten). Davon waren 522 Morgen brauchbarer Acker, 54 Morgen unbrauchbarer Acker, 50 Morgen Wiese, zwölf Morgen Gartenland und acht Morgen Weinbergland. Das Schmettausche Kartenwerk von 1767/87 verzeichnet östlich des Ortes einen Weinberg. Heute verläuft zwischen den Fischteichen und dem Hügel die Straße „Am Weinberg“. Im Dorf wohnten fünf Kossäten, ein Kossäte fungierte als Setzschulze, drei Büdner, eine Schmied und eine Büdnerstelle war gerade im Aufbau. 1775 wird die Sozialstruktur mit fünf Kossäten und acht Büdnern angegeben. Es gab 13 Feuerstellen im Dorf. 1801 gab es das Amtsvorwerk und elf Feuerstellen, in denen fünf Kossäten und fünf Einlieger wohnten, sowie ein Krüger. 1815 war das Vorwerk in Erbpacht vergeben. Es umfasste 588 Morgen Acker, 50 Morgen und elf Morgen Gartenland. 1837 gab es zwölf Wohnhäuser im Dorf. 1858 wurden zwei öffentliche Gebäude, 13 Wohngebäude und 23 Wirtschaftsgebäude, darunter eine Getreidemühle. Zum Vorwerk gehörte ein Wohngebäude und fünf Wirtschaftsgebäude. Im Jahr 1900 war die Zahl der Wohnhäuser auf 16 angewachsen. 1931 waren es schließlich 18 Wohnhäuser. In der Bodenreform von 1946 wurden 182 ha enteignet und 180 ha aufgeteilt. 108 Hektar gingen an 15 Landarbeiter und landlose Bauern, 20,5 Hektar an vier landarme Bauern, 17 Hektar an zwei Kleinpächter, 19,5 Hektar an zwei Umsiedler. An den Ausschuss für gegenseitige Bauernhilfe wurden drei Hektar und an die Behörden der Selbstverwaltung wurden zwölf Hektar überwiesen. 1958 wurde die Landwirtschaftliche Produktionsgenossenschaft (LPG) gegründet. 2010 wurde die Durchgangsstraße K 6725 erneuert.

## Politische und kommunale Zugehörigkeit
Wulfersdorf war im Spätmittelalter Teil der niederlausitzischen Herrschaft Beeskow, die 1518 als Pfand an den Bischof von Lebus kam, 1556 ging die Herrschaft an den brandenburgischen (Mit-)Kurfürsten Johann von Küstrin, der 1571 starb. Die Herrschaft Beeskow (und ebenfalls die Herrschaft Storkow) kam 1575/6 de facto an Brandenburg, blieben jedoch de jure bis 1742 ein Lehen der böhmischen Krone. Aus den beiden Herrschaften Beeskow und Storkow bildete sich im 17. und 18. Jahrhundert der Beeskow-Storkowische Kreis heraus, der 1815 aufgelöst wurde. Das Gebiet der ehemaligen Herrschaft Beeskow wurde an den Kreis Lübben angeschlossen, das Gebiet der ehemaligen Herrschaft Storkow wurde mit dem Teltowischen Kreis zum Kreis Teltow-Storkow vereinigt. 1835 wurde die Teilung der beiden Herrschaften rückgängig gemacht und es entstand der Kreis Beeskow-Storkow.
Mit der Kreisreform von 1872/74 wurden Amtsbezirke geschaffen. Wulfersdorf bildete zusammen mit Briescht, Falkenberg, Giesensdorf, Kossenblatt und Tauche den Amtsbezirk 17 Kossenblatt im Kreis Beeskow-Storkow. Amtsvorsteher war Rittergutsbesitzer Buchholtz in Kossenblatt, Stellvertreter der Rittergutsbesitzer Schumacher auf Tauche.
1938 wurde Wulfersdorf in die Gemeinde Giesensdorf eingemeindet. 1945 wurde Wulfersdorf wieder aus Giesensdorf ausgegliedert.
In einer ersten Kreisreform 1950 in der damaligen DDR wurde der Kreis Beeskow-Storkow erneut aufgelöst und zum größten Teil dem Kreis Fürstenwalde zugewiesen. Bereits 1952 wurde diese Kreiseinteilung zum größten Teil wieder rückgängig gemacht und der neue Kreis Beeskow im Bezirk Frankfurt (Oder) gebildet. Zum 1. Januar 1962 wurde Wulfersdorf erneut in die Nachbargemeinde Giesensdorf eingemeindet und war seither ein Ortsteil von Giesensdorf. Nach der Wende wurde der Kreis Beeskow noch in Landkreis Beeskow umbenannt. 1992 schloss sich Giesensdorf mit sieben weiteren Gemeinden zum Amt Tauche/Trebatsch zusammen, das 1994 in Amt Tauche umbenannt wurde. Vier weitere Gemeinden waren dem Amt Tauche/Trebatsch per Ministerbeschluss zugewiesen worden. 2001 schlossen sich elf der amtsangehörigen Gemeinden zur neuen Gemeinde Tauche zusammen. Stremmen wurde als letzte Gemeinde der neuen Gemeinde 2003 per Gesetz eingegliedert, und das Amt Tauche aufgelöst. Seither ist Giesensdorf ein Ortsteil der Gemeinde Tauche, Wulfersdorf ist dagegen nur noch ein Wohnplatz im Ortsteil Giesensdorf ohne eigene Kommunalvertretung. Der Ortsbeirat von Giesensdorf besteht aus drei Mitglieder, der aus seiner Mitte für die Dauer einer Wahlperiode den Ortsvorsteher wählt. Ortsvorsteherin für Giesensdorf ist derzeit (2015) Heike Thomas.

## Kirchliche Zugehörigkeit
Wulfersdorf war 1346 bzw. 1495 Kirchdorf in der Sedes Beeskow. 1600 und 1787 war Wulfersdorf Mutterkirche mit Tochterkirchen in Giesensdorf und Görsdorf (bei Beeskow). Ab 1787 war Wulfersdorf Tochterkirche von Kossenblatt. Das Patronat hatten um 1600/1670 die von Maltitz. Der Pfarrer hatte eine Pfarrhufe.

## Denkmale und Sehenswürdigkeiten
Die Denkmalliste des Landes Brandenburg für den Landkreis Oder-Spree verzeichnet drei Bodendenkmale und ein Baudenkmal.

### Bodendenkmale
- 90788 Falkenberg Flur 2/Wulfersdorf Flur 1: eine Siedlung der Urgeschichte, eine Siedlung der Bronzezeit
- Nr.90908 Kossenblatt Flur 3/Wulfersdorf Flur 1: eine Siedlung des Neolithikum, eine Siedlung der Urgeschichte, eine Siedlung der Bronzezeit
- Nr.91075 Flur 1: eine Kreisgrabenanlage der Bronzezeit (52.139612, 14.116638)[33][34]

### Baudenkmal
Einziges eingetragenes Baudenkmal in Wulfersdorf ist die
- Nr.09115293 Dorfkirche Wulfersdorf

Der kleine, rechteckige und verputzte, im Kern gotische Feldsteinbau mit westlichem Dachturm wurde 1670 unter dem Patronat der von Maltitz umfassend renoviert. In der Ostwand hat sich noch die ursprüngliche Dreifenstergruppe erhalten. Im Inneren steht eine einheitliche, ornamental bemalte barocke Ausstattung mit Westempore, Kanzelaltar, Taufe, Orgel und Gestühl. Die Kirche ist dringend renovierungsbedürftig. Um eine Renovierung in nächster Zeit in Gange zu bringen, wurde 2009 der Förderverein Dorfkirche Wulfersdorf gegründet.
Der in Blabber bei Görsdorf lebende Schriftsteller Günter de Bruyn wurde 2010 mit dem Preis der Deutschen Gesellschaft e. V. ausgezeichnet. Sein Preisgeld in Höhe von 5000 Euro spendete er dem Förderverein Dorfkirche Wulfersdorf.